# Ugly Duckling
Ugly Duckling (dt. „hässliches Entlein“) ist eine US-amerikanische Hip-Hop-Gruppe und wurde 1993 in ihrer heutigen Besetzung in Long Beach (Kalifornien) gegründet. Sie steht für einen eher an Old School Hip-Hop orientierten, vom Jazz beeinflussten Stil. Ihr Name, angelehnt an Hans Christian Andersens Kunstmärchen Das hässliche Entlein, erklärt sich aus der Tatsache, dass zur Gründungszeit vor allem der Gangsta-Rap und G-Funk beliebt waren, mit deren Attitüden man sich nicht identifizieren wollte, so dass sich die Bandmitglieder dementsprechend als Außenseiter wahrnahmen.

## Diskografie
- 1997: Fresh Mode (12")
- 1998: Fresh Mode (EP, urspr. Bad Magic Records, Neuauflage bei 1500 Records)
- 2000: Journey to Anywhere (1500 Records)
- 2004: Combo Meal (Doppel-CD / Vinyl mit Album Taste the Secret und Leftovers EP)
- 2005: Bang for the Buck (Emperor Norton)
- 2006: The Best Of (Handcuts)
- 2008: Audacity (Groove Attack)
- 2011: Moving at Breakneck Speed (Doppel Vinyl)